# Finn Keane
Finn Keane, używający w przeszłości pseudonimu EasyFun (zapisywanego w różnych wariantach ortograficznych) – brytyjski muzyk i producent muzyczny. Karierę rozpoczął w wytwórni płytowej PC Music, z której założycielem, A.G. Cookiem utworzył duet Thy Slaughter. Najbardziej znany ze współpracy z Charli XCX (nad albumem Brat), dzięki której zdobył nagrodę Grammy i dwukrotnie był do niej nominowany. Laureat nagrody Gold Derby Music Award, raz nominowany do niej.

## Kariera muzyczna

### PC Music (2013–2023)
W 2013 roku brytyjski autor tekstów i producent A.G. Cook założył PC Music. Początkowo była to grupa przyjaciół, w skład której wchodzili, między innymi: piosenkarka i artystka wizualna Hannah Diamond oraz autorzy piosenek i producenci Danny L Harle i EASYFUN (Finn Keane). Później zespol rozszerzył swoją działalność o takich artystów jak Hyd, dream-popowy zespół Planet 1999 oraz producenci elektroniczni umru i Ö. Finn Keane działał pod hasłem: „Stworzyć coś naprawdę natychmiastowego, niezaprzeczalnego i perfekcyjnego”. Nagrywał i produkował muzykę pod pseudonimem EASYFUN, będąc kluczowym członkiem zespołu PC Music i jednym z najbardziej pionierskich i wizjonerskich producentów dekady 2013–2023. Jedna z jego piosenek, rozpoczęta jeszcze w 2012 roku, została zaliczona przez A.G. Cooka do 10 kluczowych nagrań w historii PC Music. Pierwszym wydawnictwem PC Music była debiutancka EP-ka Keane, easyFun EP, wydana 25 czerwca 2013 roku pod nr kat. pc-r1.
W 2014 roku Keane i A.G. Cook utworzyli duet Thy Slaughter, który zadebiutował singlem „Bronze”.
31 października 2019 ukazał się singiel „Invisible” Hannah Diamond, zapowiadający jej debiutancki album, Reflections. Producentami singla byli A.G. Cook i Keane.
Keane był również współautorem przeboju „Let You Love Me” Rity Ory, oraz utworów Charli XCX, w tym otwierającego Pop 2 „Backseat” i „Speed Drive”. Jako autor i producent, Keane jest – w opinii Shaada D’Souzy z magazynu Pitchfork – „większym tradycjonalistą niż Cook czy Harle. Jego piosenki z czasem nabrały aerodynamicznego i ściśle ustrukturyzowanego charakteru, a ich bezpośrednia natura przeczy jego początkom jako producenta wymagających, eksperymentalnych utworów, w których dominuje sposób poruszania nogami”. Jego pierwsza EP-ka od ośmiu lat, ELECTRIC, (wydana w sierpniu 2023 roku) została określona przez tego samego autora jako „zestaw piosenek, które są dynamiczne, bogate i jasne”. 

### Proces sądowy z firmą EasyGroup
Pod koniec 2023 roku firma EasyGroup, właścicielka linii lotniczych EasyJet wniosła oficjalny pozew, w którym oskarżyła Keane’a o naruszenie swojego znaku towarowego i przywłaszczenie marki. Według oświadczenia firmy Keane w swoim pseudonimie skopiował jej logo, używając tego samego pomarańczowego koloru i czcionki. Firma miała szczególne zastrzeżenia do okładki jego EP-ki Deep Trouble z 2015 roku, która przedstawiała samolot z napisem „EasyFun” na burcie, płynący po wodzie i wyglądający, jak po katastrofie. Muzyk bronił się dowodząc: „Wszystko wydawało się bardzo zabawne i lekkie, a twórcy nie mieli na celu wyrządzenia krzywdy. Właśnie o to chodziło, o zabawę brandingiem i popkulturą, a potem zabawne ich odgrzewanie” – mając na myśli okładkę Deep Trouble. Ostatecznie doszło do porozumienia, w wyniku którego Finn Keane zgodził się zaprzestać używania nazwy „EasyFun”.
1 grudnia 2023 roku Thy Slaughter wydał swój debiutancki album, Soft Rock, na którym znalazły się dwa nowe utwory „Lost Everything” i „Reign”. Pierwszy z nich został napisany wspólnie z Sophie i Ellie Rowsell, która wystąpiła w utworze jako wokalistka. W innych utworach zaśpiewały: Charli XCX, Caroline Polachek i Alaska Reid. Album, wydany w 10. roku istnienia PC Music, był jednym z ostatnich wydawnictw wytwórni, która ogłosiła, że po 2023 roku nie będzie już wydawać nowej muzyki. Był też dopiero drugim wydawnictwem Thy Slaughter od chwili wydania singla „Bronze” (2014). Cook w wywiadzie dla magazynu Dork zapowiedział, że projekt Thy Slaughter będzie trwał nadal.

### BratiThe Finn Keane Album(2024)
W 2024 roku Keane wspólnie z A.G. Cookiem i narzeczonym Charli XCX, George’em Danielem współpracowali przy realizacji albumu Brat. Keane ujawnił w wywiadzie dla NME, że utwory „Speed Drive” i „Von Dutch” zrealizował z Charli XCX w jeden dzień, prawdopodobnie w ciągu około czterech godzin, co było, jego zdaniem, zasługą piosenkarki, potrafiącej szybko pracować.
17 października 2024 roku Keane zapowiedział wydanie pod własnym nazwiskiem albumu The Finn Keane Album, będącego kompilacją jego wcześniejszych utworów nagranych dla PC Music pod pseudonimem EasyFun. Zapowiedzi towarzyszył singiel promocyjny, „Laplander (Finn Keane Remix)”. Album ukazał się 1 listopada. Jak stwierdził Keane w wywiadzie udzielonym tego samego dnia magazynowi Variety: „Chciałem zmienić nazwisko i wydać winyl tylko po to, by wziąć oddech, spojrzeć na swój dorobek i rozpocząć nowy rozdział, ponieważ czuję, że i tak zmierzam w tym kierunku”. Dodatkową motywacją do powrotu do prawdziwego nazwiska mógł też być artystyczny sukces albumu Brat, w tworzeniu którego artysta miał znaczący udział.

## Współpraca z innymi artystami
Keane współpracował również z takimi artystami jak: Bastille, Ella Eyre, Alma, Hardy Cprio, Carly Rae Jepsen, Billie Marten, Rat Boy, Maisie Peters, a także twórcami piosenek jak: Noonie Bao, Patrik Berger, Matt Rad, Ilsey Juber, Bonnie McKee i Lindy Robbins.

## Nagrody
- Nominacja do nagrody Grammy w kategorii Album roku (album Brat) oraz nominacja a następnie wygrana w kategorii Najlepsze nagranie dance/pop (piosenka „Von Dutch” z albumu Brat)[13].

- W 2025 roku zdobył nagrodę Gold Derby Music Award w kategorii: Album of the Year za album Brat (wspólnie ze współproducentami tego albumu: A.G. Cookiem, Cirkutem, George’em Danielem, Charli XCX, Gesaffelsteinem, Hudsonem Mohawke, El Guincho, Jonem Shave’em, Linusem Wiklundem i Omerem Fedim)[14].
  - W tym samym roku nominowany do tej nagrody za ten sam album w kategorii: Best Pop Album (wspólnie ze współproducentami tego albumu)[14].

## Dyskografia

### Jako easyFun
Lista na podstawie Discogs:

#### Albumy studyjne
- Soft Rock (2023; Thy Slaughter, A.G. Cook, easyFun)

#### EP-ki
- easyFun EP (2013)
- Deep Trouble (2015)
- Electric (2023)
- Acoustic (2023)

#### Single
- „Monopoly” (2016; z Noonie Bao)
- „Blink” (2017)
- „Be Your USA” (2018; z Iiris)
- „Audio” (2022)
- „Audio (All I Ever Got)” (2023)
- „Sentence” / „If I Knew” (2023; Thy Slaughter, A.G. Cook, easyFun)
- „Lost Everything” / „Reign” (2023; Thy Slaughter, A.G. Cook, easyFun)

### Jako Finn Keane
Lista na podstawie Discogs:

#### Albumy studyjne
- The Finn Keane Album (2024)

#### EP-ki
- debut EP (2024)
- Deep Trouble (2024)
- Electric (2024)
- Acoustic (2024)

#### Single
- „Monopoly” (2024; z Noonie Bao)
- „Be Your USA” (2024; z Iiris)
- „Beautiful Superstar (Finn Keane Remix)” (2024; A.G. Cook, Finn Keane)
- „Audio” (2024)
- „Audio (All I Ever Got)” (2024)
- „Sentence” / „If I Knew” (2024; Thy Slaughter, A.G. Cook, Finn Keane)
- „Lost Everything” / „Reign” (2024; Thy Slaughter, A.G. Cook, Finn Keane)
- „Blink” (2024)
- „Laplander (Finn Keane Remix)” (2024)